# Poème en vers réguliers
Un poème en vers réguliers, appelé en chinois jìntǐshī (chinois simplifié : 近体诗 ; chinois traditionnel : 近體詩 ; pinyin : jìntǐshī), jīntǐshī ou 今体诗, jīntǐshī) ou gélǜshī (chinois : 格律诗 ; pinyin : gélǜshī), est une forme de poésie chinoise apparue durant la Dynastie Song du Sud (420-479) (ou dynastie Liu-Song).
Cui Hao VIIIe siècle, à la fin de la Dynastie Tang, est un important poète utilisant cette forme.